# Martin A. Morrison

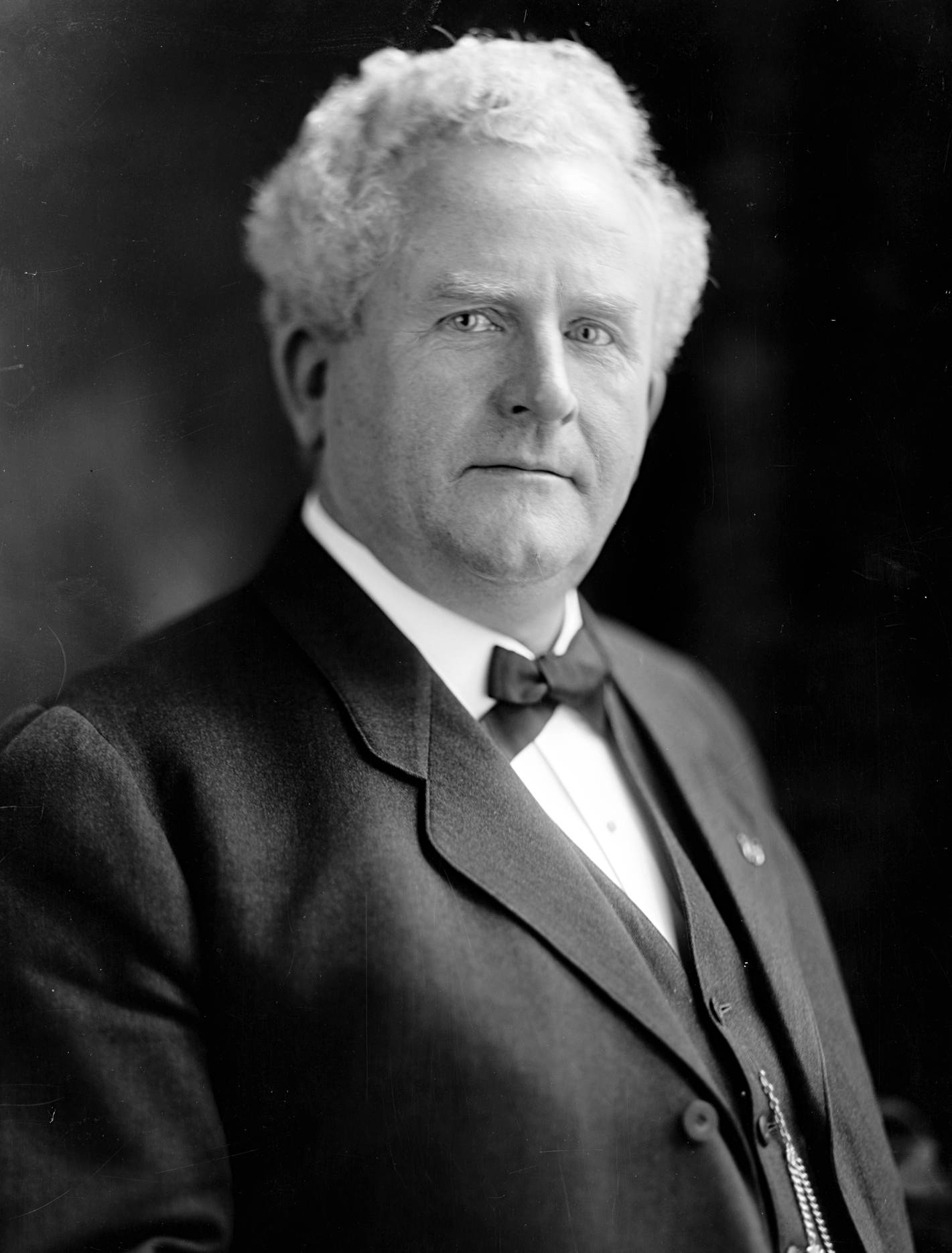
Martin A. Morrison

Martin Andrew Morrison (* 15. April 1862 in Frankfort, Clinton County, Indiana; † 9. Juli 1944 in Abingdon, Virginia) war ein US-amerikanischer Politiker. Zwischen 1909 und 1917 vertrat er den Bundesstaat Indiana im US-Repräsentantenhaus.

## Werdegang
Martin Morrison besuchte die öffentlichen Schulen seiner Heimat und danach bis 1883 das Butler College in Irvington. Nach einem anschließenden Jurastudium an der University of Virginia in Charlottesville und seiner im Jahr 1886 erfolgten Zulassung als Rechtsanwalt begann er in Frankfort in diesem Beruf zu arbeiten. In den Jahren 1905 und 1906 fungierte Morrison als Staatsanwalt im Clinton County. Von 1907 bis 1909 saß er im dortigen Bildungsausschuss.
Politisch war Morrison Mitglied der Demokratischen Partei. Bei den Kongresswahlen des Jahres 1908 wurde er im neunten Wahlbezirk von Indiana in das US-Repräsentantenhaus in Washington, D.C. gewählt, wo er am 4. März 1909 die Nachfolge von Charles B. Landis antrat. Nach drei Wiederwahlen konnte er bis zum 3. März 1917 vier Legislaturperioden im Kongress absolvieren. Zwischen 1915 und 1917 leitete er den Patentausschuss. Im Jahr 1913 wurden der 16. und der 17. Verfassungszusatz ratifiziert.
1916 verzichtete Morrison auf eine erneute Kongresskandidatur. In den folgenden Jahren praktizierte er wieder als Anwalt. Von 1919 bis 1921 leitete er als Nachfolger von John Avery McIlhenny die Bundesbehörde Civil Service Commission, die sich mit Belangen des öffentlichen Dienstes befasste; zwischen 1925 und 1942 gehörte er dem juristischen Beratergremium der Bundeshandelskommission in Washington an. Martin Morrison starb während eines Besuchs in Virginia am 9. Juli 1944 und wurde in Frankfort beigesetzt.